# Тимоховка (Чаусский район)
Тимо́ховка (бел. Цімохаўка) — деревня в составе Каменского сельсовета Чаусского района Могилёвской области Республики Беларусь.

## Население
- 2010 год — 26 человек